# Fänneslunda församling
Fänneslunda församling var en församling i Skara stift och i Ulricehamns kommun. Församlingen uppgick 2006 i Södra Vings församling.

## Administrativ historik
Församlingen har medeltida ursprung.  
Församlingen var till 1989 annexförsamling i pastoratet (Södra) Ving, Härna, Fänneslunda  och Grovare som till 1548 även omfattade Töve församling och från 1962 Varnums församling. År 1989 införlivades Grovare församling och församlingen var därefter från 1989 till 2006 annexförsamling i pastoratet pastoratet Södra Ving, Härna, Fänneslunda, Varnum, Hällstad, Murum, Möne och Kärråkra. Församlingen uppgick 2006 i Södra Vings församling.

## Kyrkor
- Fänneslunda-Grovare kyrka.